# Tadeusz Szaniecki
Tadeusz Szaniecki (ur. 15 kwietnia 1919 w Makowie Podhalańskim, zm. 8 kwietnia 2005 w Krakowie) – polski aktor teatralny i filmowy.

## Życiorys
Jego debiut teatralny miał miejsce 3 listopada 1949 roku. Był wówczas aktorem Teatru Miejskiego w Jeleniej Górze, w którym występował do 1955 roku. W późniejszych latach pojawiał się na scenie Teatru Ludowego w Nowej Hucie (lata 1955-68, 1981-91), a także Teatru Śląskiego w Katowicach (1968-81).
Pochowany na cmentarzu parafialnym w Mogile.

## Filmografia
- 1962: Dziewczyna z dobrego domu – wodzirej balu
- 1975: Strach – prokurator Wiktor Grzybin
- 1976: Dagny – ojciec chrzestny syna Przybyszewskiego
- 1976: Próba ognia – członek komisji
- 1976: Za metą start – profesor Szymańskiego
- 1977: Kto da więcej co ja – dziedzic
- 1977: Śmierć prezydenta – William Max Muller, ambasador Wielkiej Brytanii
- 1978: Umarli rzucają cień – strażnik więzienny "Anioł"
- 1978: Ślad na ziemi – dyrektor Czermiński
- 1978: ...Gdziekolwiek jesteś panie prezydencie...
- 1979: Biała gorączka
- 1979: Gazda z Diabelnej – pełnomocnik Bardziński
- 1979: Paciorki jednego różańca – przewodniczący rady zakładowej
- 1979: Sekret Enigmy – Wilhelm Canaris
- 1979: Tajemnica Enigmy – Wilhelm Canaris
- 1980: Misja – Johann Hase
- 1982–1986: Blisko, coraz bliżej – Stanik Pasternik (odc. 5-19)
- 1982: Oko proroka – starosta
- 1982: Popielec – ksiądz
- 1985: Oko proroka czyli Hanusz Bystry i jego przygody – starosta
- 1985: Zdaniem obrony – prokurator
- 1986: Na kłopoty… Bednarski – kolejarz Piwoński, ojciec Bruna (odc. 7)
- 1987: Śmieciarz – Marian Bożych (odc. 1)
- 1987: Wielki Wóz – generał
- 1988: Rodzina Kanderów – Waleczek, sekretarz partii (odc. 1)
- 1989: Modrzejewska (odc. 7)
- 1991: Dzieci wojny – stolarz Jan, członek ruchu oporu

## Nagrody i odznaczenia
- Budowniczy Nowej Huty (1965, odznaczenie)
- Krzyż Kawalerski Orderu Odrodzenia Polski (1979)
- Złota Maska w plebiscycie redakcji „Wieczoru”, za rolę majora w „Damach i huzarach” (1979)
- Dyplom honorowy Ministra Kultury i Sztuki (1986)
- Nagroda Miasta Krakowa za wybitne osiągnięcia w dziedzinie teatru i filmu (1988)